# Juan Cañete
Juan León Cañete Guex (* 27. Juli 1929; † unbekannt) war ein paraguayischer Fußballspieler. Der Stürmer bestritt 21 Länderspiele und nahm mit der Nationalmannschaft seines Heimatlandes an der Weltmeisterschaft 1950 in Brasilien teil.

## Karriere

### Verein
Juan Cañete begann seine Karriere 1950 beim Club Presidente Hayes, mit dem er 1952 die Meisterschaft gewann. In Brasilien lief er 1956 bis 1957 für Botafogo FR und 1958 für CR Vasco da Gama auf. Anschließend spielte er bei den argentinischen K-Vereinen Huracán, CA Temperley und Club Almagro.

### Nationalmannschaft
Cañete bestritt im Mai 1950 sein erstes Länderspiel beim Freundschaftsspiel gegen Brasilien. Anschließend wurde er in den Kader Paraguays für die Weltmeisterschaft 1950 berufen, kam allerdings in den beiden Spielen gegen Schweden und Italien nicht zum Einsatz. Er schied mit der Albirroja in der Gruppenphase aus. Nach knapp fünf Jahren ohne Länderspiel bestritt er beim Campeonato Sudamericano 1955 alle fünf Turnierspiele. Auch bei den folgenden Südamerikameisterschaften 1956 und 1959 spielte er alle Partien für Paraguay. Der 2:1-Erfolg gegen Peru beim Campeonato 1959 war sein letztes Länderspiel.

## Erfolge
Presidente Hayes
- Paraguayischer Meister: 1952

Botafogo
- Staatsmeisterschaft von Rio de Janeiro: 1957

Vasco da Gama
- Staatsmeisterschaft von Rio de Janeiro: 1958
- Torneio Rio-São Paulo: 1958